# Psammotis decoloralis
Psammotis decoloralis är en fjärilsart som beskrevs av Turati 1924. Psammotis decoloralis ingår i släktet Psammotis och familjen Crambidae. Inga underarter finns listade i Catalogue of Life.